# Direct Fly
Direcy Fly var ett polskt regionalt flygbolag, ett dotterbolag till Sky Express. Flygbolaget hade reguljära inrikesflygningar till tre destinationer i Polen. Flygbolaget hade en flotta på tre Saab 340-flygplan vilka tillhör Sky Express. I början flög planen även till Łódź, Bydgoszcz, Berlin, Köpenhamn, Kiev och Lviv.
Några månader efter starten lade de ner de internationella flygningarna och mer än hälften av inrikeslinjerna. Sedan 24 maj 2006 flög de till sex polska städer: Gdańsk, Katowice, Kraków, Poznań, Warszawa och Wrocław. Det fanns också en direktlinje till Berlin från Poznań.

## Linjer
- Gdańsk till Kraków
- Gdańsk till Warszawa
- Gdańsk till Wrocław
- Kraków till Berlin
- Wrocław till Warszawa
- Poznań till Katowice
- Poznań till Berlin

## Flotta
Direct Fly flyger med följande flotta:
- 2 Saab 340